# Carcelia rasoides
Carcelia rasoides är en tvåvingeart som beskrevs av Baranov 1931. Carcelia rasoides ingår i släktet Carcelia och familjen parasitflugor. Inga underarter finns listade i Catalogue of Life.